# Рудник Вороворобіту
Рудник Вороворобіту – малий гірничодобувний майданчик у Меланезії, в державі Фіджі.
На заході острова Віті-Леву присутня зона марганцевого зруднення, яка представлена численними (хоча й дрібними) родовищами. В другій половині XX століття тут вели розробку кількох об’єктів, найбільшими з яких стало родовище Набу, роботи на якому стартували в 1951 році. В XXI столітті роботи спробувала відновити заснована фіджійцями компанія Viti Mining Limited (VML), що отримала права на розробку родовища Вороворобіту.
Пробний видобуток стартував у 2012 році, при цьому обсяги робіт були незначні, до того ж вони переривались кількамісячним дощовим сезоном, що починається в листопаді. В 2013-му відправили партію марганцевого концентрату обсягом 2,5 тисячі тонн на адресу австралійської компанії BHP Tasmania Electro Metallurgic Company (TEMCO), що має феросплавний завод у Белл-Бей. У березні 2014-му представник VML повідомив, що вони сподіваються відправити ще одну партію руди до Австралії, що стане можливим як тільки складські запаси досягнуть 1 тисячі тонн.
Станом на початок 2020-х інших повідомлень про виробничу діяльність на Вороворобіту не надходило.